# Scientific American
Scientific American (viết tắt là SciAm) là tạp chí khoa học thường thức của Nature Publishing Group ở Hoa Kỳ. Tạp chí xuất bản đều đặn hàng tháng từ năm 1845 với mục đích giáo dục và phổ biến kiến thức khoa học cho công chúng. Mặc dù không đăng những bài báo mang tính hàn lâm nhưng những tác giả viết bài đều là những nhà khoa học chuyên ngành, do vậy các bài viết trên Scientific American đều có nội dung rõ ràng và hình ảnh minh họa đẹp. Einstein là một trong những nhà khoa học nổi tiếng có nhiều bài viết trên tạp chí này trong hơn 150 năm lịch sử của tạp chí.